# Живоцки, Дьюла
Дьюла Живоцки (25 февраля 1937 — 29 сентября 2007) — венгерский легкоатлет, который специализировался в метании молота. Чемпион олимпийских игр 1968 года с мировым рекордом — 73,36 м. Серебряный призёр Олимпиады 1960 года — 65,79 м, и серебряный призёр олимпийских игр 1964 года — 69,09 м тринадцатикратный чемпион Венгрии. Чемпион Европы 1962 года. Победитель Универсиад в 1959, 1961 и 1965 годах. Признавался лучшим спортсменом Венгрии в 1965 и 1968 годах.
Был женат на Магдольне Чаби-Комка, участнице олимпийских игр 1968 и 1972 годах в прыжках в высоту. Его сын Аттила Живоцки, специализируется в десятиборье.
Завершил спортивную карьеру в 1973 году.